# Defterdar-Moschee

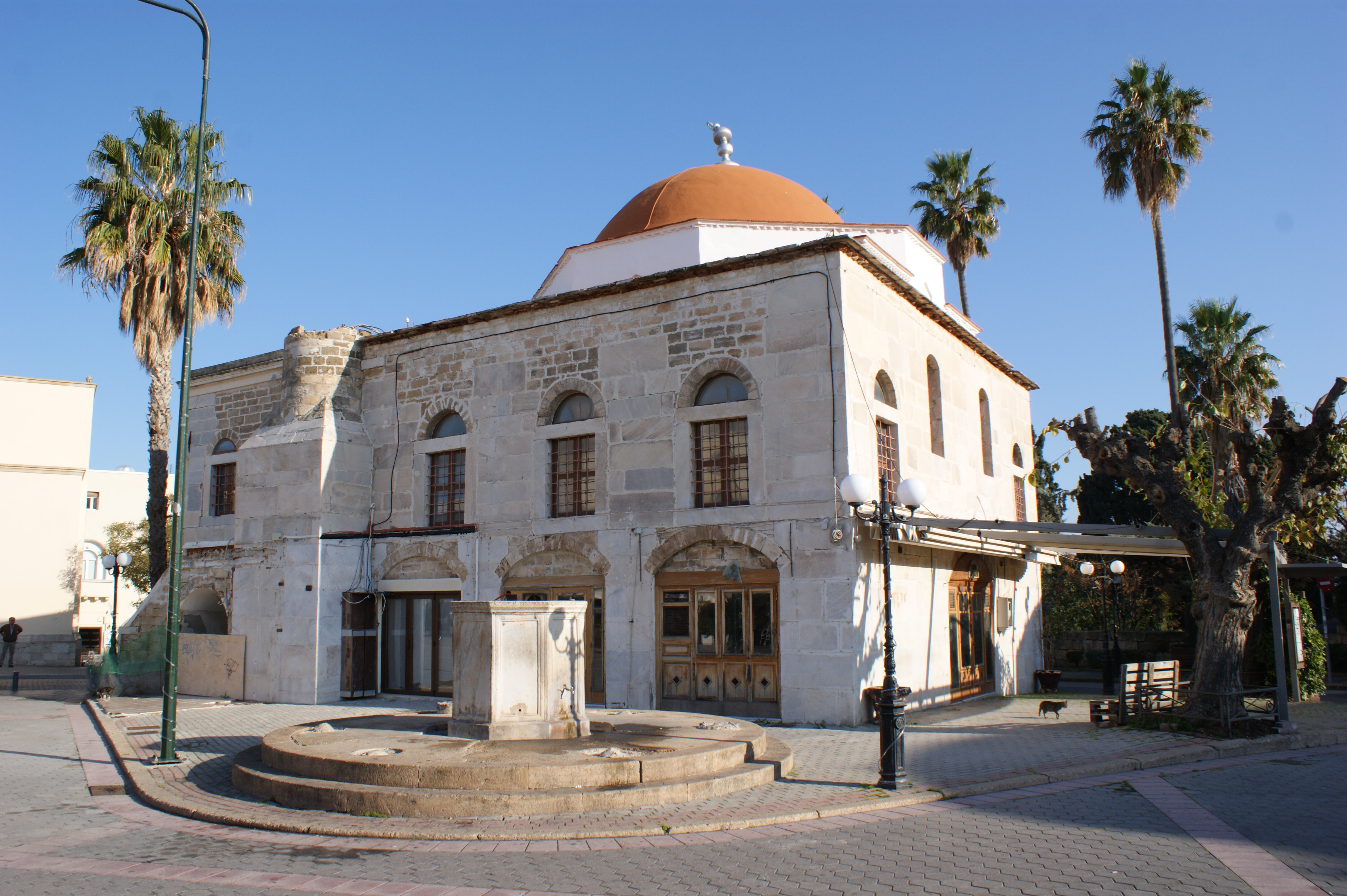
Defterdar-Moschee mit Brunnen im Dezember 2019

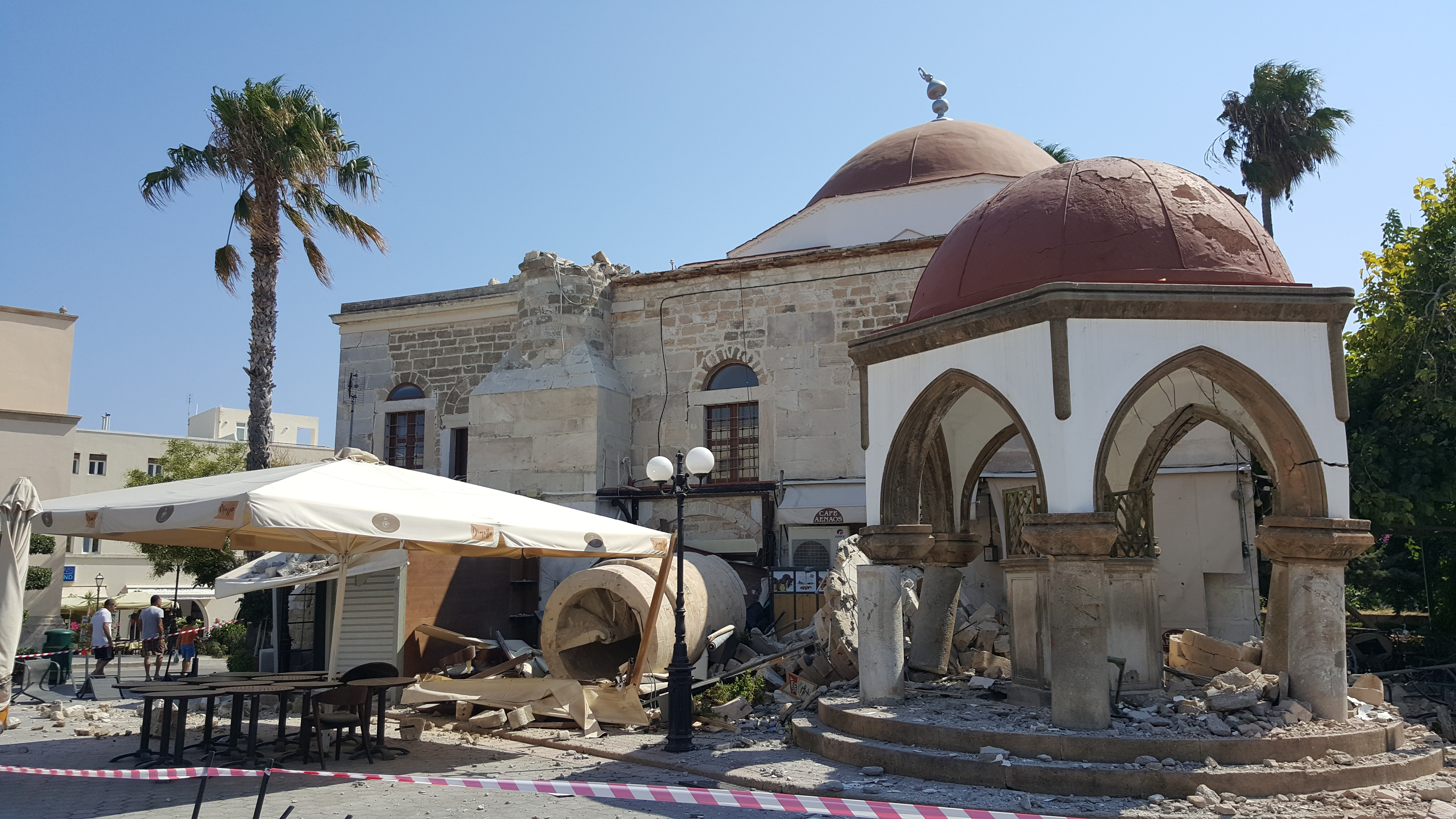
Die Moschee am Tag nach dem Erdbeben im Juli 2017

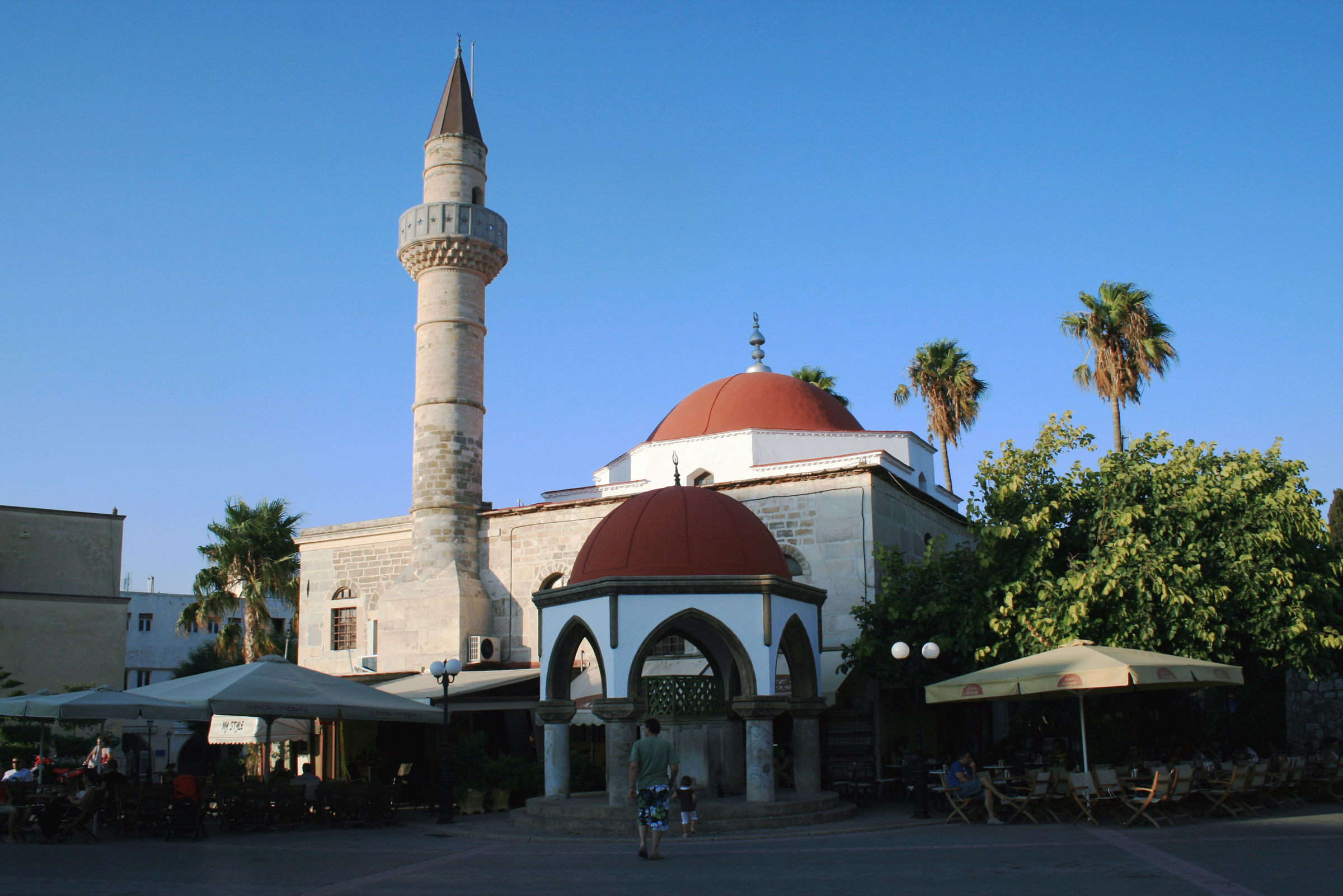
Defterdar-Moschee mit Brunnen 2009

Die Defterdar-Moschee (griechisch Defterdar Τζαμί, auch Τζαμί/Τέμενος Κω Moschee von Kos; türkisch Defterdar Camii, Defterdar İbrâhim Efendi Camii) war ein Gebetshaus in der Stadt Kos auf der griechischen Insel Kos. Es war bereits seit längerer Zeit nicht mehr als Gebetshaus in Gebrauch und wurde am 20./21. Juli 2017 bei einem Erdbeben stark beschädigt.

## Name
Als Defterdâr (osmanisch دفتردار) wurde der oberste Finanzbeamte im Osmanischen Reich bezeichnet. Der Errichter der Moschee, İbrahim Efendi, war ein solcher Defterdâr.

## Lage
Die Moschee befindet sich auf der Platia Eleftherias (Platz der Freiheit). Sie ist rund 120 Meter vom Hafen Mandraki der Stadt Kos entfernt. Im Gegensatz zu den nach dem Erdbeben von 1933 errichteten Gebäuden steht die Moschee auffällig „quer“ zu den Hauptachsen des Platzes und der umliegenden Bebauung.

## Geschichte
Die Defterdar-Moschee wurde 1725 unter der Herrschaft der Osmanen über Kos (1522 bis 1912) erbaut. Das Gebäude war bereits seit längerer Zeit nicht mehr als Gebetshaus in Verwendung, es befanden sich darin Kioske und ein Café.
Durch das Erdbeben in der Nacht vom 20. auf den 21. Juli 2017 wurde die Moschee stark in Mitleidenschaft gezogen und das Minarett stürzte ein. Über eine Wiedererrichtung des Minarettes wird immer wieder diskutiert. Die Kuppel über dem Brunnen wurde so stark beschädigt und auf den Fundamenten verschoben, dass sie abgetragen werden musste.

## Gebäude und Umfeld
Die Defterdar-Moschee wurde als zweistöckige Kuppelmoschee errichtet. Das Hauptgebäude ist etwa 16 Meter lang und 12 Meter breit. Das leuchtend rote Kuppeldach ist ein besonderes Zeichen dieser Moschee (das ebenfalls rote Dach des Brunnens wurde 2017 stark beschädigt). Die Moschee besteht im ersten Obergeschoss aus einem Vorraum und dem großen Hauptraum.
Der Moschee gegenüber steht die ehemalige Casa del Fascio („Haus der Faschisten“), links die Markthalle (Dimotiki Agora) und rechts das Archäologische Museum, die alle drei von der italienischen Besatzungsmacht nach dem Erdbeben des Jahres 1933 errichtet wurden. Deren architektonischer Stil ist bezeichnend für die Zeit der italienischen Besetzung der Dodekanes-Inseln. Der Stil der Architektur wurde bewusst den Vorstellungen der neuen Machthaber angepasst, war frei von „orientalischen Einflüssen“ und in Anlehnung an das Römische Reich in Verbindung mit faschistischen „Idealen“ ausgeführt. Die Moschee im orientalischen Stil bildet daher heute einen starken Kontrast zu diesen Gebäuden aus der italienischen Zeit.
Im Osten, hinter der Moschee, befinden sich das Tor der Steuern, durch welches nunmehr ein Zugang zur Ausgrabungsstätte Agora erfolgt, und ein runder Wehrturm (Südost-Bastion), der Teil der mittelalterlichen Stadtmauer war. Auf der Südwestseite der Moschee befindet sich im Außenbereich ein Brunnen für die rituelle Reinigung vor dem Gebet.
Die Moschee ist Eigentum der islamischen Gemeinde von Kos.